# Si j'étais vous

Si j'étais vous est un téléfilm français écrit, adapté et réalisé par Ange Casta, d'après le roman éponyme de Julien Green. Cette œuvre a été diffusée pour la première fois à la télévision, le vendredi 22 octobre 1971 sur la deuxième chaîne de l'ORTF, à 20 h 30. Durée : 125 minutes.

## Résumé
Dans les années 1920, au cœur du quartier d'une grande ville, un jeune homme assez mal dans sa peau se découvre affublé d'un pouvoir surnaturel; il peut sortir de lui-même pour s'introduire dans le corps de l'être humain de son choix. Dès lors, il se met à transiter de personne en personne et vit d'étranges aventures. Mais au détour d'une de ces intrusions, il est confronté à un comportement criminel et à ses conséquences.

## Autour de la production
Il convient de souligner que ce téléfilm réalisé par Ange Casta connu pour avoir été l'assistant réalisateur de Jacques Becker et de Raymond Rouleau, coadapté par Robert de Saint-Jean réunit les deux acteurs de la même famille, Patrick Dewaere et Dominique Maurin comme protagonistes principaux. La musique est signée Marius Constant avec l'ensemble instrumental « Ars Nova ». La critique de ce téléfilm salue l'adaptation du roman de Julien Green. Elle remarque l'ingéniosité du jeu d'acteur du second rôle campé par Patrick Dewaere. Les « méchants » joués par Grégoire Aslan et Henri Virlojeux sont élagement dintingués, à l'instar de la belle actrice Catherine Rouvel.

## Distribution
- Dominique Maurin : Fabien
- Patrick Dewaere : Camille
- Grégoire Aslan : Brittomart
- Jacques Debary : Poujars
- Gérard Darrieu : Esménard
- Henri Virlojeux : Fruges
- Jean-Paul Moulinot : oncle Firmin
- Catherine Rouvel : la boulangère
- Gabriel Dussurget : l'hôte
- Paul Martin : Pitaud
- Monique Vita : Berthe
- Monique Melinand : Mme Especel
- Pierre Risch : le médecin
- Jeanne Perez : la papetière
- Nicole Norden : Albertine
- Fabrice Prost : le petit Georges
- Benjamin Boda : André
- Laurence Caril : Élise
- Katia Rosaffri : Stéphanie
- Germaine Delbay : Jeanne
- Towa Christian
- Nadia Vsil
- Max Avril
- Catherine Ivanovitch
- Claude Adda
- Max Megy
- Pierre Laffont
- Raymond Barnys